# Silvia, Vương hậu Thụy Điển
Vương hậu Silvia của Thụy Điển (nhũ danh: Silvia Renate Sommerlath, sinh ngày 23 tháng 12 năm 1943) là vợ của Vua Carl XVI Gustaf và là mẹ của Thái nữ Victoria, Nữ Công nước xứ Västergötland - người sẽ thừa kế ngai vàng của Thụy Điển trong tương lai.

## Sinh thời
Vương hậu Silvia được sinh ra ở Heidelberg, Đức, vào ngày 23 tháng 12 năm 1943.
Cô là con gái của Walther Sommerlath và người vợ Brazil của ông Alice, nhũ danh là Soares de Toledo, họ đều đã qua đời. Ông ngoại cô là Artur Floriano de Toledo (1873-1935), một hậu duệ của Vua Afonso III của Bồ Đào Nha với người vợ bé Maria Peres de Enxara. Artur là chắt của Antonia de Almeida de Aguiar, một hậu duệ của gia đình Fidalgo ở Sao Paulo trong thời kỳ thuộc địa Bồ Đào Nha, trong đó có gia đình Alvarenga từ Lamego, Bồ Đào Nha. Cô cũng có liên quan xa về nguồn gốc với người Mỹ bản địa gốc Brazil. Một trong những tổ tiên của cô là Tibiriçá, một lãnh đạo người Mỹ bản địa gốc Brazil từng là đồng minh với thực dân Bồ Đào Nha.
Vương hậu có hai anh trai: Ralf và Walther Sommerlath. Họ và gia đình của họ đều là khách mời đám cưới năm 2010 của Thái nữ Victoria và Daniel Westling em trai thứ ba của bà, Jörg Sommerlath, qua đời năm 2006. Hiện gia đình của Jörg Sommerlath sống tại Berlin, đang điều hành một quỹ thiếu nhi của Vương hậu Silvia, mang tên ông.